# Имен ден
Именият ден е личен празник и се празнува по църковния календар на празника на определен светец. За даване на имена на новородените деца (както в православието, така и в католицизма) има различни традиции като например:
- на името на родителите и по семейна линия (антична традиция е случаят с Александър Велики)
- на името на светеца, който се празнува в деня на раждането или в деня на кръщението
- на името на близки
- на името на кръстника

Празнуващият се нарича именик.
Някои имена могат да бъдат изведени от различни светци, мъченици и събития – съгласно календара на Българската православна църква. Изборът на именика на коя от възможните дати ще празнува зависи и от това, на кого точно е кръстен.
Повечето имени дни са твърди – на една и съща дата всяка година, но малка част от църковните празници се местят заедно с Великден.

## Постоянни имени дни в България

### Януари
- 1: Васил, Васила, Василка, Василена, Васо, Васа, Васко, Васка, Весел, Весела, Веселин, Вълко, Вълчо и др. (Васильовден)
- 2: Силвия, Силва, Силвена, Силвестър, Силвана, Силвина, Горан, Горица, Огнян, Огняна, Пламен, Пламена, Серафим, Сребра, Сребрин, Сребрина (св. Силвестър)
- 4: Тихомир, Тихомира
- 6: Йордан, Йорданка, Данчо, Данка, Божидар(а), Богдан(а), Богомил, Божан(а), Божена, Божил, Бончо, Боньо, Банчо, Бистра, Найден, Теофан(а), Капка и др. (Йордановден, Водици, Богоявление)
- 7: Иван, Иво, Йоан, Йоана, Йоанна, Йонка, Иванка, Ивана, Иванина, Иванета, Ивет, Ивета, Ивена, Ива, Ванко, Ваньо, Ваня, Ванина, Ванеса, Ванелина, Жан, Жана, Жанета, Жанина, Ивайло, Ивайла, Ивелин, Ивелина, Ивалин, Ивона, Калоян, Йован, Йовко, Йовка, Йото, Йоланта, Йолина и др. (Ивановден)
- 11: Богдан, Богдана, Богомил, Теодоси(й), Теодосия, Досьо (св. Теодосий Велики)
- 12: Татяна, Таня, Тана и др. (св. Татяна)
- 14: Нина, Нино, Ния, Адам, Калчо (св. Нина)
- 15ː Гавраил, Гаврил (св. Гавриил Лесновски)
- 17: Антон, Антония, Антонио, Антоанета, Антонина, Андон, Донка, Доника, Доньо, Дончо, Тонко, Тонка, Тони, Тоника, Тончо (Антоновден)
- 18: Атанас, Атанаска, Наско, Наска, Насо, Нася, Начо, Таньо, Тинка (Атанасовден)
- 20: Евтим, Ефтим (св. Евтимий, патриарх Търновски)
- 21: Максим, Неофит (св. Максим; св. Неофит)
- 22: Тимотей, Тимофей (св. Тимотей)
- 24: Аксения, Аксиния, Ксения, Оксана (св. Ксения)
- 25: Григор, Гриша, Григорена, Григорана, Григорина, Григория (св. Григорий Богослов)
- 28: Ефрем (св. Ефрем)

### Февруари
- 1: Трифон, Лозан, Лозана, Лозанка, Лоза, Лозен, Гроздан, Гроздана, Грозданка, Грозьо (Трифоновден, Трифон Зарезан, св. Трифон)
- 2: Радост, Радостин, Радостина, Ралин, Радина, Радослав(а), Радислав(а), Средко, Средка, Сретен, Сретен (Сретение Господне)
- 3: Симеон, Симеонка, Симона, Мона, Монка, Мончо, Моника, Моньо и др. (св. Симеон Богоприимец, зимен Симеоновден)
- 4: Желязко, Желязка, Желез, Жечо, Жечка, Жечко, Желка, Жельо, Желю, Жеко (св. Исидор)
- 5: Добра, Добри, Добрин, Добрина, Добринка, Добрил, Добромир(а), Доброслав(а), Агата (св. Агатия /Добра/)
- 6: Доротея, Доротей, Дора, Огнян, Огняна, Искра, Искрен, Светла, Светлан, Светлин, Светлана, Светозар, Светлозар, Светломира, Светослав, Светослава, Фотьо, Фотина и др. (св. Фотий; св. Доротея)
- 10: Валентина, Валя, Валентин, Вальо, Харалампи, Хараламби, Ламби, Хари, Пейо (св. Валентина; св. Харалампий)
- 13: Евлоги, Зоя, Живка, Светла, Светлана (св. Евлогий; св. Зоя /Живка/ и Фотина /Светла/)
- 14: католически св. Валентин (българите празнуват на 10.II или на 6.VII), Трифоновден (стар стил), Трифон Зарезан
- 17ː Роман (св. Роман)
- 21: Евстати, Стати, Статко (св. Евстатий)

### Март
- 1: Евдокия (св. Евдокия)
- 4: Гера, Герасим, Герчо (св. Герасим)
- 9: Младен, Младена, Младенка, Горян; някои приемат, че на празника на св. 40 мъченици (нар. Младенци), чиито имена са неизвестни, могат да празнуват всички без нарочен имен ден[1][2].
- 10: Галина, Галя, Галин, Галена и др. (св. Галина)
- 11ː Софроний (св. Софроний Врачански)
- 13: Никифор (св. Никифор)
- 17: Алексей, Алекси (св. Алексий)
- 19: Дария, Дарина, Найден (св. Хрисант и Дария)
- 22ː Росица (св. Дросида)
- 24: Захари, Захарина, Зарина, Хари (св. Захария монах)
- 25: Благовест, Благовеста, Вангелия, Благой, Благойна, Блага, Бонка, Бончо, Евелина, Евангелина (Благовещение)
- 26: Габи, Габриела, Габриел, Гавраил, Гаврил (Събор на св. архангел Гавриил)
- 28: Боян, Бояна, Боянка, Албена, Бойко, Бойка, Бойчо и др. (св. мъченик Боян, княз Български)

### Април
- 1: Аврам (св. Авраамий Български)
- 6: Страхил (св. Методий /Страхота/)
- 14: Мартин, Мартина, Марта (св. Мартин)
- 18: Виктория, Виктор (св. Виктор Никомедийски)
- 25: Марк, Марко, Марчела (св. Марк)

### Май
- 1: Мая, Тамара (св. Тамара)
- 2: Борис, Борислав, Борислава, Боряна, Борко, Борил, Боримир (св. цар Борис)
- 5: Ирина, Ирена, Иринка, Ирин, Ириней, Мирослав, Мирослава, Мирчо, Мира, Мирена и др. (св. Ирина)
- 6: Георги, Георгия, Георгица, Гергина, Гергин, Гергана, Герга, Гинка, Гиньо, Ганчо, Ганка, Гана, Галя, Галина, Генко, Гео, Жорж, Гошо, Жоро, Гиргин, Гюро, Гюрга, Воин, Юри(й) (Гергьовден)
- 8: Арсений, Арсо (св. Арсений)
- 9: Христофор (св. Христофор)
- 11: Кирил и Методий, Киро, Кирчо, Кирилка, Методи, Методия, Методийка (св. равноапостолни Методий и Кирил, нов стил)
- 12: Герман, Геро, Джерман (св. Герман)
- 20ː Лидия, Лида (св. Лидия)
- 21: Константин, Елена, Еленка, Елин, Елина, Елка, Ели, Алена, Илона, Койчо, Кочо, Коста, Костадин, Костадинка, Костадинко, Динко, Константина, Констанса, Констанца, Кунчо, Алейна, Лена, Ленко, Трайко (св. Константин и св. Елена)
- 24: светски Ден на славянската писменост, по стар стил празнуват Кирил, Методий и др. (вж. 11 май)
- 30: Емил, Емилия, Ема, Емилиан, Емилиян и др. (св. Емилия)

### Юни
- 5ː Доротей, Доротея, Дора и др. (св. Доротей)
- 7: Валери, Валерия (св. Валерия)
- 20: Наум (св. Наум)
- 24: Биляна, Билян, Янко, Янка, Янчо, Енчо, Еньо, Ена, Янаки, Ян, Яне, Яни, Янислав, Яна, Янина, Янита, Яница, Деница, Денис, Денислав(а), Даян(а), Деа, Дея, Деан(а), Деян(а), Диан(а), Диян(а) и др. (Еньовден)
- 28: Видо, Вида, Видин, Виден, Видена, Виделина, Видослав(а), Видостин(а), Видела (Видовден)
- 29: Петър, Павел, Петьо, Петя, Петра, Петрана, Петранка, Петрина, Петромил(а), Петромир(а), Пепа, Полина, Поля, Паола, Павлин, Павлина, Павлета, Кремена, Камен, Пейо, Пенка, Пеньо, Пенчо, Пенко (Петровден)
- 30: Апостол, Апо, Цоло (честване на Събор на Дванадесетте апостоли)

### Юли
- 1: Дамян, Дамяна, Дамянка, Даме, Кузман, Красимир, Красимира, Красен, Красина, Красьо и др. (св. безсребърници Козма и Дамян)
- 3: Анатоли, Анатолий (св. Анатолий, патр. Константинополски)
- 6ː Валентин, Вальо, Валентина, Валя (св. свщмчк Валентин, презвитер Римски[3][4])
- 7: Неделя, Недялка, Недялко, Неделина, Неделчо, Неда, Недка, Недко, Нели, Нелко, Нелина, Ненка, Нено, Ненко, Ненчо, Нейко, Нейчо, Нешка, Делян, Деляна, Делка, Делчо и др. (св. Неделя)
- 11: Олег, Олга, Оля (св. Олга)
- 14: Орлин, Орлина (св. Акила /орел/)
- 15: Владимир, Владимира, Владо, Владко, Владислав, Владислава, Господин и др. (св. Владимир)
- 16: Юлия, Юлиян, Юлияна, Юли(й), Юлиан, Юлиана (св. Юлия)
- 17: Марина, Марин, Маринка, Маринела и др. (св. Марина)
- 18: Емил, Емилия, Ема, Емилиан, Емилиян и др. (св. Емилиан Доростолски)
- 20: Илия, Илина, Илияна, Искра, Илиана, Илко, Илка, Илчо, Лина, Личо и др. (Илинден)
- 22: Магдалена, Магда, Мадлен, Мадлена, Миглена, Меглена, Меги и др. (св. Мария Магдалина)
- 24: Христина (св. Христина)
- 25: Ана, Ани, Анна, Анка, Анета, Анелия и др. (лятна св. Анна)
- 27: Панчо, Панко, Панка, Пантьо, Пане, Пантелей, Пантелеймон, Пантелейка, Добрин, Добри, Добрина (св. Пантелеймон), Горазд, Горан (св. Седмочисленици)
- 29: Калин (св. Калиник)

### Август
- 2: Илия, Илина, Илияна, Искра, Илиана, Илко, Илка, Илчо, Лина, Личо и др. (Илинден по стар стил)
- 8: Емил, Емилия, Ема, Емилиан, Емилиян и др. (св. Емилиан Изповедник)
- 11: Сузана, Сузи, Сюзи, Сюзън (св. Сосана)
- 15: Мария, Мара, Марийка, Мима, Мими, Мика, Мариян(а), Мариан(а), Маша, Мариела, Мариета, Марио, Мариус, Марица, Маруся, Панайот, Панко и др. (Успение Богородично, Голяма Богородица)
- 20: Самуил (св. Самуил)
- 23: Вълко, Витан (св. Луп)
- 26: Адриан, Наталия, Адриана, Адриян, Адрияна, Наташа и др. (св. мъченици Адриан и Наталия)
- 29: Анастас, Анастасия и др. (св. Анастасий Струмишки)
- 30: Александър, Александра, Александрина, Александрия, Алекс, Алекса, Алек, Алеко, Саша, Сашо, Сашка, Сандра, Саня и др. (св. Александър, Йоан и Павел, патриарси Константинополски; пренасяне честните мощи на св. Александър Невски)
- 31: Генади, Гена, Гено, Генчо (св. Генадий)

### Септември
- 1: Симеон, Симеонка, Симона, Симо, Сима, Симана, Мона, Монка, Мончо, Моника, Моньо и др. (св. Симеон Стълпник, Симеоновден)
- 5: Захари, Елисавета, Зарко, Захарина, Зарина, Ели, Елза, Елизабет, Изабел, Бетина, Лиза и др. (св. пророк Захарий и праведна Елисавета)
- 8: Мария, Мара, Марийка, Мима, Мими, Мариян(а), Мариан(а), Маша, Мариела, Мариета, Панайот, Панко и др. (Малка Богородица)
- 13: Корнелия (св. Корнилий)
- 14: Кръстьо, Кръстина, Кръстинка, Кръстан, Кристина, Кристиян(а), Кънчо, Ставри и др. (Въздвижение на Светия Кръст Господен – Кръстовден)
- 16: Людмила, Людмил, Люси и др. (св. Людмила)
- 17: София, Вяра, Надежда, Любов, Надя, Надин, Нада, Надка, Дешка, Софи, Софка, Соня[5], Верка, Вера, Люба, Любка, Любен, Любомир, Любо, Любослав, Любчо, Севда и др. (св. мъченици София, Вяра, Надежда и Любов)
- 20: Евстати (св. Евстатий)
- 22: Гълъбин, Гълъбина (свети Йона /гълъб/)
- 25ː Сергей (св. Сергий)

### Октомври
- 1: Анани, Анания, Ния (св. Ананий)
- 6: Тома, Томислав, Томислава, Томи (св. Тома)
- 14: Петко, Петка, Петкан(а), Параскев(а), Парашкев(а) и др. (Петковден)
- 18: Злата, Златка, Златина, Златинка, Златко, Златан, Златомир(а), Златимир(а), Златозария, Златиана, Лука, Лукан и др. (св. Злата Мъгленска; свети Лука)
- 26: Димитър, Димитрина, Димитричка, Мита, Митка, Митко, Митьо, Димо, Дима, Димка, Димчо, Димана, Драган, Драго, Драгомир, Митра и др. (Димитровден)
- 27: Нестор (св. Нестор)
- 29: Анастасия, Ася, Сия, Сийка (св. Анастасия Римлянка)

### Ноември
- 8: Ангел и Михаил, Ангелина, Ангелинка, Емил, Мика, Мико, Мила, Милан, Миле, Милица, Милко, Милка, Милчо, Милен, Милена, Михаела, Михо, Мишел, Момчил, Пламен, Пламена, Райна, Райко, Райка, Райчо, Рангел, Рафаел, Рафаил, Рая, Раяна, Руска, Руси, Руслан, Серафим, Огнян и др. (Архангеловден)
- 11: Виктория, Виктор, Вики, Мино, Мина, Минка, Минчо и др. (свети Мина; св. Виктор Дамаски)
- 14: Филип, Филипа, Филка, Филко, Филомир, Филослав, Филчо, Фильо, Фичо, Филиана (св. Филип)
- 16: Матей (св. Матей)
- 23ː Александър, Александра, Александрина, Александрия, Алекс, Алекса, Алек, Алеко, Саша, Сашо, Сашка, Сандра, Саня и др. (св. Александър Невски)
- 24: Екатерина, Катерина, Катя, Катрин и др. (св. Екатерина)
- 25ː Климент, Климентина, Клементина (св. Климент, архиепископ Охридски; св. Климент, папа Римски)
- 26: Стилиан(а), Стилиян(а), Стилян(а), Стелян(а), Стела, Щилиян(а), Щерян(а), Щерьо и др. (св. Стилиан)
- 30: Андрей, Андреа, Андрея, Андрейка, Андриян(а), Първан и др. (Андреевден)

### Декември
- 4: Варвара, Барбара и др. (св. Варвара)
- 5: Сава, Савка, Савчо, Савин(а), Съби, Събин(а), Сабина (свети Сава)
- 6: Николай, Никол, Никола, Николета, Николина, Кольо и др. (Никулден)
- 9: Ана, Ани, Анна, Анка, Анета, Анита, Анелия и др. (зимна св. Анна)
- 12ː Спиридон, Спиро, Дарина, Дариела, Дария, Дарко, Дари (от лат. „спиритис донум“ – духовен дар). (св. Спиридон)
- 14: Снежана, Снежа, Снежка, Снежина, Белослава, Белчо (св. Левкий /от гр. „бял“/)
- 15: Свобода (св. Елевтерий)
- 17: Данаил, Даниел, Даниела, Данислав и др. (св. пророк Даниил)
- 20: Игнат, Искра, Искрен, Светла (Игнажден)
- 21ː Юлия, Юлиян, Юлияна, Юли(й), Юлиан, Юлиана (св. Юлиания)
- 22: Анастасия, Ася, Сия, Сияна, Сийка (св. Анастасия)
- 23: Наум (св. Наум)
- 24: Евгения, Евгени(й), Жени, Женя, Жечка, Бистра, Малена, Ния и др. (св. Евгения)
- 25: Христо, Християн(а), Христиан(а), Христа, Христин, Христина, Христомир, Кристина, Кристиян(а), Кристиан(а), Кристо, Криста, Младен, Рада, Радка, Радко, Радомир(а), Радосвет(а), Радослав(а), Радостин(а), Радина, Румен, Румяна, Емануил, Божидар, Емил, Емилия и др. (Рождество Христово)
- 26: Йосиф, Йоско, Давид, Дейвид (св. Йосиф, св. Давид)
- 27: Стефан, Стефана, Стефка, Стефчо, Стефани, Стефания, Стоян, Стояна, Стоянка, Стойно, Стойко, Стойна, Стойне, Стоил, Стоимен, Станимир(а), Станислав(а), Стамен(а), Цана, Цанка, Цанко, Цона, Цонка, Цонко, Цоно, Цончо, Цоньо, Стана, Станка, Станко, Станчо, Запрян, Венцислав(а), Теньо, Тянко, Ния и др. (Стефановден)

## Подвижни имени дни в България
Подвижните празници са свързани с легенди около основното за християнството Възкресение, чиято дата се определя според еврейската Пасха и първото пролетно пълнолуние – като тази дата е различна при католици и православни. В постоянните празници обаче няма разминаване, тъй като за тях повечето православни църкви ползват подобен на григорианския календар.
По азбучен ред:
- Великден – винаги неделя
  - празнуват Велико, Велка, Велко, Велик(а), Величка, Величко, Велин(a), Велислав(a), Велиан, Велизар(а), Велимир(а), Вельо, Велян(а), Вили, Вилислав(а), Витан, Паскал, Паско и др.
- Всички български светии – 63 дни след Великден, 1 седмица след Неделя на всички светии
  - празнуват Румен, Румяна, Крум, Чавдар, Асен, Аспарух
- Всички светии (Петрови заговезни) – 56 дни след Великден, 1 седмица след Петдесетница
  - празнуват Панайот, Панталей, Панчо
- Живоприемни източник – Светли петък след Великден
  - празнуват Живко, Живка, Жива, Жишо, Зоя (и на 13 февруари)
- Лазаровден – осмият ден преди Великден (винаги събота)
  - празнуват Лазар, Лазарка, Лазарина
- Спасовден (Възнесение Господне) – 40 (всъщност 39) дни след Великден (винаги четвъртък)
  - празнуват Спас, Спаска, Спасена, Спасимира, Спасимир, Сотир и др.
- Тодоровден (св. великомъченик Тодор Тирон) – 6 седмици и 1 ден преди Великден (събота в края на първата седмица от Велики пости)
  - празнуват Тодор, Тодора, Теодор, Теодора, Дора, Тодорка, Теодорина, Доротея, Дорина, Тея, Тота, Тотьо, Тотка, Тотко, също и Божидар, Божидара и др.
- Томина неделя (Светла неделя) – 1 седмица след Великден
  - празнува Тома (същият св. ап. Тома се чества на 6 октомври)
- Цветница (Връбница) – 1 седмица преди Великден, в неделята след Лазаровден
  - имена на цветя и растения: Аглика, Божура, Венилина, Вероника, Виола, Виолета, Виолина, Върба, Върбан, Върбинка, Гергин(а), Далия, Дафина, Дилян, Диляна, Детелина, Ели, Елица, Жасмина, Здравко, Здравка, Зюмбюла, Иглика, Калин, Калина, Камелия, Карамфил, Карамфила, Китка, Латин, Латинка, Лилия, Лиляна, Лила, Лили, Лора, Люлина, Магнолия, Малина, Маргарит(а), Невен, Невена, Невян(а), Незабравка, Нуша, Петуния, Ралица, Ренета, Роза, Розалина, Росен, Росина, Росица, Ружа, Теменуга, Теменужка, Трендафил(ка), Фидан(ка), Цвета, Цветан(а), Цветанка, Цветелин(а), Цветин(а), Цветлин(а), Цветомил(а), Цветомир(а), Цветослав(а), Цвятко, Цеца, Цецо, Яблена, Явор, Ягода, Ясен, Ясмина и др.

Хронологично (източно православие):
| Имен ден      | 2010 г. | 2011 г. | 2012 г. | 2013 г. | 2014 г. | 2015 г. | 2016 г. | 2017 г. | 2018 г. | 2019 г. | 2020 г. | 2021 г. | 2022 г. | 2023 г. |
| Тодоровден    | 20.II   | 12.III  | 3.III   | 23.III  | 8.III   | 28.II   | 19.ІІІ  | 4.ІІІ   | 24.ІІ   | 16.III  | 7.III   | 20.III  | 12.III  | 4.III   |
| Лазаровден    | 27.III  | 16.IV   | 7.IV    | 27.IV   | 12.IV   | 4.IV    | 23.ІV   | 8.ІV    | 31.ІІІ  | 20.IV   | 11.IV   | 24.IV   | 16.IV   | 8.IV    |
| Цветница      | 28.III  | 17.IV   | 8.IV    | 28.IV   | 13.IV   | 5.IV    | 24.ІV   | 9.ІV    | 1.ІV    | 21.IV   | 12.IV   | 25.IV   | 17.IV   | 9.IV    |
| Великден      | 4.IV    | 24.IV   | 15.IV   | 5.V     | 20.IV   | 12.IV   | 1.V     | 16.ІV   | 8.ІV    | 28.IV   | 19.IV   | 2.V     | 24.IV   | 16.IV   |
| Светли петък  | 9.IV    | 29.IV   | 20.IV   | 10.V    | 25.IV   | 17.IV   | 6.V     | 21.ІV   | 13.ІV   | 3.V     | 24.IV   | 7.V     | 29.IV   | 21.IV   |
| Томина неделя | 11.IV   | 1.V     | 22.IV   | 12.V    | 27.IV   | 19.IV   | 8.V     | 23.ІV   | 15.ІV   | 5.V     | 26.IV   | 9.V     | 1.V     | 23.IV   |
| Спасовден     | 13.V    | 2.VI    | 24.V    | 13.VI   | 29.V    | 21.V    | 9.VІ    | 25.V    | 17.V    | 6.VI    | 28.V    | 10.VI   | 2.VI    | 25.V    |
| Вси светии    | 30.V    | 19.VI   | 10.VI   | 30.VI   | 15.VI   | 7.VI    | 26.VІ   | 11.VІ   | 3.VІ    | 23.VI   | 14.VI   | 27.VI   | 19.VI   | 11.VI   |
| Вс. бълг. св. | 6.VI    | 26.VI   | 17.VI   | 7.VII   | 22.VI   | 14.VI   | 3.VІІ   | 18.VІ   | 10.VІ   | 30.VI   | 21.VI   | 4.VII   | 26.VI   | 18.VI   |